# Leijoncreutz
Leijoncreutz var en svensk adlig ätt med nummer 1335 på Riddarhuset. Stamfadern var officeren Anders Hansson Friis, adlad Leijoncreutz år 1695. Namnet har senare upptagits av andra personer men ingen nu levande person tillhör den adliga ätten.

## Historik
Ätten härstammar från en Johannes Siggonis Friis (död 1681), vilken från 1654 var kyrkoherde i Vartofta-Åsaka pastorat av Skara stift. Denne fick med sin hustru Carin Andersdotter sonen Anders (född 24 augusti 1636, död 24 september 1714), vilken verkade som militär under stormaktsepoken, tjänande i tur och ordning regenterna Karl X Gustav, Karl XI och Karl XII.
Under sin nästan halvsekellånga krigarbana deltog han i de nordiska krigen 1655–1661 samt i det skånska kriget 1675–1679 där han framför allt utmärkte sig i slagen vid Halmstad och Lund 1676.
För sina insatser i rikets tjänst adlades Anders Hansson Friis av Karl XI den 16 augusti 1695 till Hömb (tillhörande Kavlås slott) i Västergötland. Han fick med sin hustru Anna Slötman tre söner och tre döttrar, men då ingen av sönerna överlevde honom slöt han själv sin ätt på svärdssidan 1714.